# Lampropeltis getula
Espèce
Synonymes
- Lampropeltis getulus Linnaeus, 1766
- Triaeniopholis arenarius Werner, 1924
- Lampropeltis getula floridana Blanchard, 1919
- Lampropeltis getula meansi 
Krysko & Judd, 2006
- Lampropeltis getula goini Neill & Allen, 1949
- Lampropeltis getula sticticeps 
Barbour & Engels, 1942

Statut de conservation UICN

 LC  : Préoccupation mineure
Lampropeltis getula est une espèce de serpents de la famille des Colubridae.
Depuis 2022, ce serpent est inscrit dans la liste des espèces exotiques envahissantes préoccupantes pour l’Union européenne. Cela signifie que cette espèce ne peut pas être importée, élevée, transportée, commercialisée, ou libérée intentionnellement dans la nature, et ce nulle part dans l’Union européenne. Cette espèce ne peut plus être détenue sauf dans le cas des animaux de compagnie acquis jusqu’à un an après leur ajout sur la liste européenne.

## Étymologie
Son épithète spécifique, getula, fait référence au peuple Gétules de l'Afrique du Nord dont les insignes tribaux ressemblent au motif en forme de chaine qu'arborent les spécimens de la côte est des États-Unis.

## Répartition
Cette espèce se rencontre dans quasiment tous les États-Unis ainsi qu'au Mexique,.

## Description
Lampropeltis getula mesure entre 100  et   140 cm voire jusqu'à 160 cm. Ce serpent est très longiligne, avec une tête fine dans le prolongement du corps, et des pupilles rondes. Sa coloration varie selon les individus. Toute semblent avoir du noir, mais peuvent également avoir du crème, du blanc, du rosé, du jaune en plus ou moins grande proportion, sous forme de bandes transversales plus ou moins nettes, de lignes longitudinales ou encore de taches régulièrement réparties.
Cette espèce est terrestre, et principalement active en début et fin de journée, bien qu'elle devienne nocturne durant la saison chaude.
En captivité, ces serpents peuvent vivre environ de 12 à 15 ans, avec un record de 23 ans.
Lorsqu'il devient agressif ou se sent menacé, il secouera le bout de la queue dans le but de prévenir une potentielle attaque, on trouve le même comportement chez les crotales qui le font dans le même but.
Au Mexique il est souvent capturé ou acheté pour être relâché autour des habitations pour manger, attaquer, ou même faire fuir les crotales et autres serpent venimeux. Le Lampropeltis getula est l'un des serpents qui utilise la constriction qui a la constriction la plus forte du monde. C'est un serpent fouisseur et passe le plus clair de son temps dans des galeries, tunnels, terriers.

## Alimentation
Ce serpent se nourrit de petits vertébrés, de lézards mais surtout de serpents.
Sa consommation de serpents venimeux et tout particulièrement des crotales est remarquable. Pour limiter les risques d'être mordu, le serpent roi attaque sa proie en la mordant à la tête, l'empêchant ainsi d'ouvrir ses mâchoires. Il avale alors progressivement sa victime encore vivante, la tête toujours contrainte en premier.
Il semble qu'il soit fortement résistant au venin des crotales de sa zone d'existence (de l'ordre d'un millier de fois plus résistant qu'un mammifère de son poids).
Cependant, cette résistance n'est pas totale et les crochets des crotales pourraient lui infliger des blessures mortelles.

## Sous-espèces
The Reptile Database ne reconnait plus aucune sous-espèce de Lampropeltis getula.
Les sous-espèces suivantes ont été élevées au rang d'espèce entière par Pyron et Burbrink en 2009 :
- Lampropeltis getula californiae sous Lampropeltis californiae Blainville 1835 ;
- Lampropeltis getula holbrooki sous Lampropeltis holbrooki Stejneger, 1902 ;
- Lampropeltis getula niger sous Lampropeltis nigra (Yarrow, 1882) ;
- Lampropeltis getula splendida sous Lampropeltis splendida (Baird & Girard, 1853).

Ces mêmes auteurs considèrent que les sous-espèces suivantes sont simplement des synonymes :
- de Lampropeltis getula pour :
  - Lampropeltis getula floridana,
  - Lampropeltis getula meansi,
  - Lampropeltis getula goini,
  - Lampropeltis getula sticticeps ;
- et de Lampropeltis californiae pour :
  - Lampropeltis getula nigrita.

## Publication originale
- Linnaeus, 1766 : Systema naturæ per regna tria naturæ, secundum classes, ordines, genera, species, cum characteribus, differentiis, synonymis, locis. Tomus I. Editio duodecima, reformata. Laurentii Salvii, Stockholm, Holmiae, p. 1-532.